# Kazimierz Chodakowski
Kazimierz Chodakowski (* 20. Juni 1929 in Łódź; † 21. Oktober 2017 ebenda) war ein polnischer Eishockeyspieler, der den Großteil seiner Karriere beim ŁKS Łódź spielte. Mit Legia Warschau wurde er in den 1950er Jahren sechsmal polnischer Meister. Sein Sohn Andrzej spielte ebenfalls für den ŁKS Łódź und Legia Warschau in der Ekstraliga.

## Karriere
Kazimierz Chodakowski begann seine Karriere als Eishockeyspieler beim ŁKS Łódź in seiner Heimatstadt, für den er bereits als 18-Jähriger an den Spielen um die polnische Meisterschaft teilnahm. 1951 wechselte er zum damaligen Spitzenklub Legia Warschau, mit dem er von 1952 bis 1957 sechsmal polnischer Landesmeister wurde. Nach dem sechsten Titel verließ er den Hauptstadtklub und kehrte in seine Heimatstadt zurück, wo er noch 15 Jahre für den ŁKS Łódź die Stiefel schnürte. Mit dem Klub aus Mittelpolen spielte er dabei hauptsächlich in der Ekstraliga. Lediglich von 1961 bis 1963 und in der Spielzeit 1968/69 musste er mit seiner Mannschaft in der zweitklassigen I liga antreten. 1972 beendete er im Alter 43 Jahren seine Karriere. Anschließend war er zwei Jahre als Assistenztrainer seines Stammvereins tätig.
Chodakowski, der für seine Qualitäten beim Bodycheck bekannt war, galt als einer der besten polnischen Verteidiger der 1950er Jahre.

### International
Chodakowski nahm mit der polnischen Nationalmannschaft an den Olympischen Winterspielen 1952 in Oslo und 1956 in Cortina d’Ampezzo teil, bei denen die Polen die Plätze sechs (1952) und acht (1956) belegten. Neben diesen beiden Turnieren, die auch als Weltmeisterschaften gewertet wurden, spielte er auch bei den A-Weltmeisterschaften 1955, 1957, 1958 und 1959. Insgesamt erzielte der Verteidiger für Polen in 84 Länderspielen 14 Tore.

## Erfolge und Auszeichnungen
- 1952 Polnischer Meister mit Legia Warschau
- 1953 Polnischer Meister mit Legia Warschau
- 1954 Polnischer Meister mit Legia Warschau
- 1955 Polnischer Meister mit Legia Warschau
- 1956 Polnischer Meister mit Legia Warschau
- 1957 Polnischer Meister mit Legia Warschau